# Lycosa ferriculosa
Lycosa ferriculosa är en spindelart som beskrevs av Chamberlin 1919. Lycosa ferriculosa ingår i släktet Lycosa och familjen vargspindlar. Inga underarter finns listade i Catalogue of Life.